# Bakuman.
Bakuman. (バクマン。?) è un manga edito da Shūeisha all'interno di Weekly Shōnen Jump, a partire dalla doppia uscita 37-38 del 7 agosto 2008, per poi concludersi nella doppia uscita 20-21 del 23 aprile 2012. La serie, scritta da Tsugumi Ōba e disegnata da Takeshi Obata, segna un ritorno alla collaborazione tra i due autori, che fino a due anni prima avevano lavorato insieme a Death Note. La serie è composta da un totale di 176 capitoli, raccolti in 20 tankōbon, e dal character book charaman. In Italia Bakuman è stato pubblicato da Panini Comics sotto l'etichetta Planet Manga dal 28 marzo 2010 all'8 giugno 2013.
Bakuman. è stato adattato in una serie televisiva anime composta da tre stagioni da 25 episodi ciascuna, trasmesse dal 2010 al 2013 sulla rete NHK-E e tutte prodotte dallo studio J.C.Staff: la prima stagione è andata in onda dal 2 ottobre 2010 al 2 aprile 2011; la seconda è andata in onda dal 1º ottobre 2011 al 24 marzo 2012; la terza stagione è iniziata il 6 ottobre 2012 e si è conclusa il 30 marzo 2013. I registi della serie TV sono Kenichi Kasai e Noriaki Akitaya, mentre Reiko Yoshida supervisiona la sceneggiatura.
Sono iniziate a maggio 2014 le riprese, sotto la direzione di Hitoshi One, del live action con protagonisti Takeru Satō nei panni di Moritaka e Ryūnosuke Kamiki in quelli di Akito; il film Bakuman è uscito nelle sale nel 2015.

## Trama
La storia narra di due ragazzi frequentanti delle scuole medie, Mashiro Moritaka e Takagi Akito: il primo è un giovane disegnatore, vincitore di alcuni premi giovanili, il secondo è un abile scrittore famoso in tutta la regione per i suoi rendimenti scolastici. Takagi, notando l'abilità nel disegno di Mashiro, lo invita a unirsi a lui per seguire la strada che li porterà a diventare un famoso duo di fumettisti. A unirsi a loro ci sarà Azuki, innamorata e ricambiata in amore da Mashiro, che come loro possiede un sogno ambizioso: diventare una doppiatrice.
Con il passare del tempo la loro abilità ed esperienza cresce, tra grandi soddisfazioni e forti delusioni che li porterà a maturare e a conoscere persone straordinarie, che saranno per loro importanti amici, rivali, confidenti e mentori.
Alla vigilia della loro pubblicazione su Akamaru Jump Takagi e Mashiro, con l'aiuto di Kaya Miyoshi, amica di Miho, scelgono il loro nome d'arte con cui sarebbero comparsi sulla rivista cioè Muto Ashirogi. Il nome è composto da tre degli ideogrammi dei nomi dei tre ragazzi più i kanji di "sogno" e "realizzare". Lo scelgono come segno di buon augurio per la realizzazione dei loro sogni.

## I manga dei mangaka inBakuman.
Tsugumi Ōba e Takeshi Obata presentano all'interno di Bakuman. numerose storie rese in forma di manga dai numerosi protagonisti della serie, mostrando nei vari capitoli estratti dei name e tavole complete realizzate dagli artisti nella serie, oltre a diverse copertine di Shonen Jump mostranti i titoli originali. Tali storie rappresentano l'elemento di originalità di questa serie e alcune hanno riscosso un buon gradimento anche tra i lettori. Uno dei manga che appaiono nella serie, Lontra numero 11, scritta e disegnata da Kazuya Hiramaru, ha riscosso un tale successo nella realtà da spingere gli autori a scrivere un capitolo pilota della storia, pubblicato in seguito su Shonen Jump.
Nell'anime questo aspetto viene ulteriormente sottolineato, dedicando intere scene alla lettura di name e tavole complete con i personaggi delle serie doppiati.

## Media

### Manga
Bakuman. è scritto da Tsugumi Ōba e illustrato da Takeshi Obata e fu serializzato per la prima volta in Giappone da Shūeisha sulla sua rivista settimanale Weekly Shōnen Jump dall'11 agosto 2008 al 23 aprile 2012. I 176 capitoli che compongono la serie sono stati raccolti in venti tankōbon: il primo volume è stato pubblicato il 5 gennaio 2009, mentre l'ultimo è stato pubblicato il 4 luglio 2012. Per permettere agli autori la realizzazione dei capitoli da inserire nei volumi, questi ultimi hanno avuto cadenza trimestrale dal primo al diciassettesimo volume, mentre gli ultimi tre volumi hanno avuto una cadenza mensile poiché la serie era terminata.
In Italia il manga è stato pubblicato da Panini Comics dal marzo 2010 sulla testata Planet Manga e si è concluso il 6 giugno 2013.
È stato pubblicato in:
| Stato       | Casa editrice            | Volumi        |
| ----------- | ------------------------ | ------------- |
| Giappone    | Shūeisha                 | 20 (completa) |
| Italia      | Panini Comics            | 20 (completa) |
| Stati Uniti | VIZ Media Communications | 20 (completa) |
| Germania    | Tokyopop                 | 20 (completa) |
| Spagna      | Norma Editorial          | 20 (completa) |
| Francia     | Kana                     | 20 (completa) |

### Anime

Logo dell'anime

Un adattamento ad anime basato sul manga omonimo è stato prodotto dal 2010 al 2013 dallo studio d'animazione J.C.Staff ed è costituito da tre stagioni, per un totale di 75 episodi.
La prima stagione, composta da 25 episodi, fu annunciata sul secondo numero del 2010 della rivista Weekly Shōnen Jump. ed è stata trasmessa per la prima volta su NHK e NHK-E dal 2 ottobre 2010 al 2 aprile 2011. La trasmissione della seconda stagione, prevista per l'autunno 2011, fu annunciata nel dicembre 2010 sempre tramite la rivista Weekly Shōnen Jump; la trasmissione avvenne poi sempre su NHK-E dal 1º ottobre 2011 al 24 marzo 2012. Vista la popolarità della seconda stagione dell'anime una terza stagione fu annunciata nel terzo/quarto numero doppio (2012) della rivista Weekly Shōnen Jump e fu trasmessa dal 6 ottobre 2012 al 30 marzo 2013.
Per evitare il fenomeno della pubblicità occulta, l'anime presenta alcune modifiche rispetto al manga originale come il nome della casa editrice Shueisha trasformato in Yueisha o i nomi delle riviste stesse, Weekly Shonen Jump è diventato Weekly Shonen Jack, Akamaru trasformato in NEXT!, Margaret cambiato in Magnolia.
Fuori dal Giappone, i diritti della prima stagione dell'anime sono stati acquistati dalla Viz Media Europe per diversi paesi, quali: Francia, Italia, Germania, Inghilterra, Spagna e Portogallo. Al momento la distribuzione è avvenuta solo in Francia tramite l'editore Kazé e in Inghilterra è stato distribuito in anteprima sempre tramite Kazé con i sottotitoli in inglese e in lingua originale; in Italia la serie è ancora inedita.
| Nº | Titolo internazionale Giapponese 「Kanji」 - Rōmaji | Episodi | Trasmissione |
| Nº | Titolo internazionale Giapponese 「Kanji」 - Rōmaji | Episodi | Giappone     |
| 1  | Bakuman. 「バクマン。」 - Bakuman.                  | 25      | 2010-2011    |
| 2  | Bakuman. 2 「バクマン。」 - Bakuman.                | 25      | 2011-2012    |
| 3  | Bakuman. 3 「バクマン。」 - Bakuman.                | 25      | 2012-2013    |

### Altri prodotti
La serie ha ispirato la creazione di un gioco per Nintendo DS: Bakuman.: mangaka e no michi, uscito il 15 dicembre 2011 in Giappone e pubblicato da Namco Bandai.
Sono stati pubblicati anche due romanzi riguardanti Lontra Numero 11, il manga del mangaka fittizio Kazuya Hiramaru, scritti entrambi da Tsugumi Ōba e Sho Hyuga. Il primo romanzo è stato pubblicato il 29 dicembre 2011 mentre il secondo il 4 luglio 2012. Entrambi sono stati pubblicati solo in Giappone.
Riguardo Lontra Numero 11 è stato pubblicato anche un capitolo su Weekly Shonen Jump di 15 pagine, di cui una a colori, corrispondente al capitolo 75 del manga fittizio.
È stato prodotto anche un live action tratto dalla serie, intitolato Bakuman, diretto da Hitoshi One e distribuito nel 2015. Al progetto ha partecipato anche Takeshi Obata che ha fornito il concept di base del film e alcune tavole che sono apparse nel lungometraggio. Gli attori che hanno impersonato Moritaka Mashiro e Akito Takagi sono rispettivamente Takeru Satō e Ryūnosuke Kamiki.

## Sondaggi
Nel manga di Bakuman. fino adesso sono stati presentati tre sondaggi di popolarità, il primo e il terzo sono dedicati alle serie manga comparse nella storia (cap. 58 e cap. 158) mentre il secondo è dedicato ai personaggi della serie (cap. 110). Di seguito sono presentate le top ten con relativi voti ricevuti.
Primo sondaggio:
- Detective Trap: Indagini con truffa (1822)
- Crow (1435)
- Soldi e idee sono tutto (894)
- Lontra numero 11 (836)
- Kiyoshi Knight (233)
- Hideout Door (199)
- La leggenda dei supereroi
- Uno su cento milioni
- W Earth: Le due Terre
- Cheese Okaki

Secondo sondaggio:
- Eiji Niizuma (1761)
- Mashiro Moritaka (1249)
- Kazuya Hiramaru (1012)
- Miho Azuki (856)
- Akito Takagi (827)
- Lontra Numero 11 (803)
- Shinta Fukuda (635)
- Yuriko Aoki (627)
- Koji Yoshida (409)
- Aiko Iwase (351)

Terzo sondaggio:
- PCP: Perfect Crime Party (1674)
- Crow (1354)
- Classroom of truth (875)
- Soldi e idee sono tutto (654)
- Detective Trap: Indagini con truffa (486)
- Panty flash-fight (389)
- Lontra numero 11 (320)
- You can't reach me (214)
- La leggenda dei supereroi (164)
- S I A: soldi, idee e aspetto (137)

## Riferimenti al mondo dei manga
Bakuman può essere considerata la prima serie che illustra al pubblico, anche se in modo frammentario, l'importanza dei fan e dell'ordine delle serie all'interno di Weekly Shōnen Jump. Sin dal primo capitolo ci sono molti riferimenti alla produzione della rivista e all'importanza delle classifiche al suo interno. Nella serie ci sono anche riferimenti a serie del passato, tra cui lo stesso Death Note, ampiamente citato dai personaggi.
Altra citazione si ha nella copertina del volume 2, in cui i due protagonisti sono ritratti in una fumetteria realmente esistente mentre reggono diversi manga, tra cui sono riconoscibili Naruto 43, One Piece 52 e Bleach 36.
Oltre a riferimenti a serie di Weekly Shonen Jump sono presenti richiami anche ad altre opere: nell'episodio 5 della prima serie animata Estate e name appaiono due personaggi tipici dei videogiochi Pokémon, ovvero il Pigliamosche e la Borghese.